# Laeliopsis
Laeliopsis é um género botânico pertencente à família das orquídeas (Orchidaceae).